# Dicranomyia fulviceps
Dicranomyia fulviceps là một loài ruồi trong họ Limoniidae. Chúng phân bố ở miền Australasia.